# Desmodium luteolum
Desmodium luteolum là một loài thực vật có hoa trong họ Đậu. Loài này được Yunck. miêu tả khoa học đầu tiên.